# 프리 폴 (2013년 영화)
프리 폴(Freier Fall, Free Fall)은 독일에서 제작된 스테판 라캔트 감독의 2013년 드라마 영화이다. 한노 코플러 등이 주연으로 출연하였다.

## 출연

### 주연
- 한노 코플러
- 막스 리멜트
- 카타리나 슈틀러

### 조연
- 브리타 하멜스테인